# 261109 Annie
261109 Annie este o planetă minoră (asteroid) din centura de asteroizi. A fost descoperită pe 25 septembrie 2005 la Observatorul Apache Point de Andrew C. Becker⁠(d). 
Obiectul prezintă o orbită caracterizată de o semiaxă mare de 3,1788655621115 UAi, o excentricitate de 0,06, o înclinație de 9,9 ° în raport cu ecliptica.